# Hans Vredeman de Vries

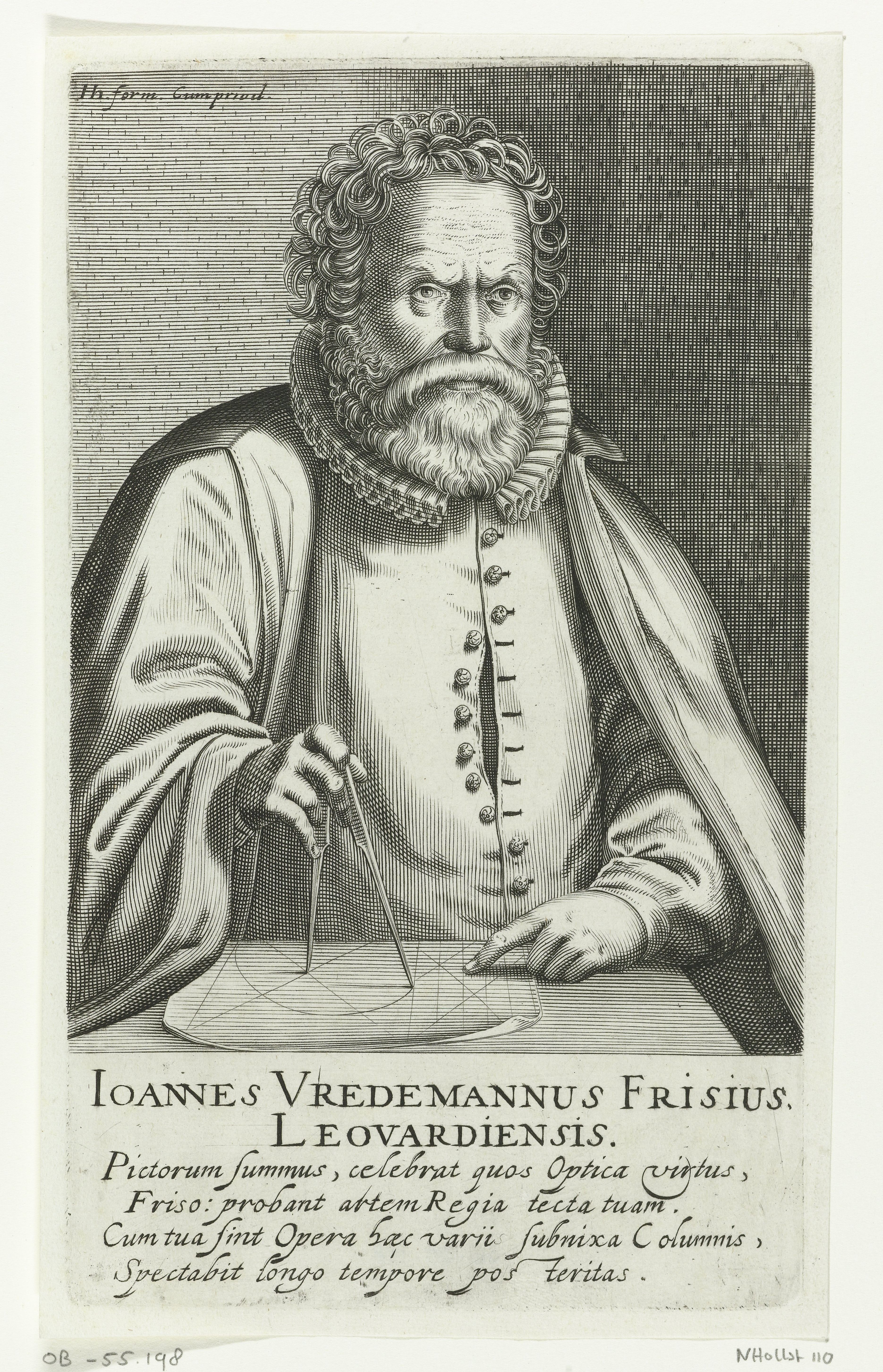
Hans Vredeman de Vries

Hans Vredeman de Vries (* 1527 in Leeuwarden; † 1609 vermutlich in Antwerpen) war ein niederländischer Maler der Renaissance, Theoretiker und (Garten-)Architekt.

## Leben
Der Sohn eines deutschen Soldaten machte eine Lehre als Glasmaler und eine Ausbildung als Maler in Amsterdam und studierte später in Kampen und Mechelen. In Mechelen unterstützte de Vries den Aufbau der Triumphbögen für das so genannte „merry entry“ von Karl V. und Philipp II. Er studierte die Arbeiten von Vitruv und Serlio in der Übersetzung von Pieter Coecke van Aelst. Die Theorie der Perspektive in diesen Werken fand de Vries faszinierend und er wurde der Perspektiven- und Architekturmaler schlechthin. De Vries führte den italienischen Baustil und die für ihn typischen Ornamente nördlich der Alpen ein.
Er setzte seine Karriere in Antwerpen fort, wo er Stadtarchitekt und Experte für Festungsbau wurde. Nachdem Antwerpen 1585 durch Alessandro Farnese erobert worden war, setzte er seine Arbeit in Wolfenbüttel fort, wo er im Auftrag von Herzog Julius von Braunschweig-Wolfenbüttel ein Grachtensystem anlegte, dessen Reste noch heute entlang des Großen Kanals vorhanden sind. Weitere Stationen waren Hamburg und Danzig (1592). In Prag (1596) entwarf er die dortige Kunstgalerie. Im Jahre 1601 kehrte er in die Niederlande zurück, wo er wahrscheinlich bis zu seinem Tod verblieb. Sein Sohn Paul Vredemann de Vries lebte in Hamburg, war ebenfalls Maler von Architektur und u. a. für Kaiser Rudolph II. tätig. Die Architekturmalerei eines Saals im Nordflügel des Hradschin entstand in Zusammenarbeit von Vater und Sohn.
Wie bei keinem zweiten Künstler trugen seine graphischen Musterentwürfe zur Ausbreitung der Renaissanceornamente in der Architektur und den angewandten Künsten bei. So propagierte de Vries mit Beschlagswerkornamentik versehene Zwerchhausgiebel. Für die Anwendung der Zentralperspektive in der niederländischen Malerei ist sein Werk von herausragender Bedeutung. Mit Hendrik Hondius veröffentlichte er 1604–05 ein Lehrbuch der Perspektive.

## Werke (Auszug)

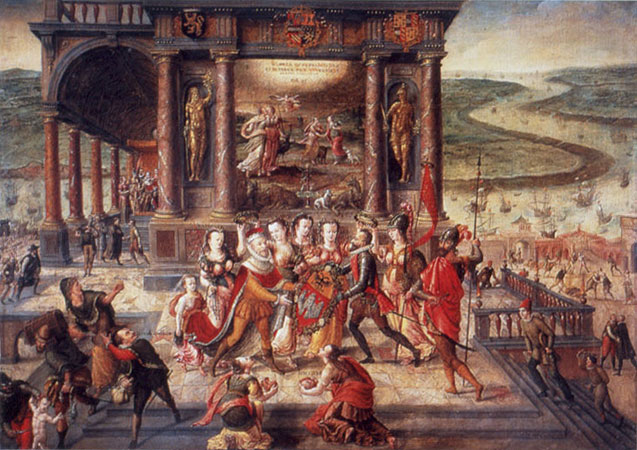
Allegorie auf die Übernahme von Antwerpen (1586)

- Allegorie auf die Übergabe von Antwerpen im Jahre 1585, 1586, signiert und datiert Vriese invent 1586, Öl auf Leinwand, 155 × 216 cm, Stadsarchief Antwerpen[3]

## Schriften (Auszug)
- Dorica et Jonica; et Corinthia et Composita (1565)
- Tuscana (1578)
- Hortorum viridariorumque elegantes et multiplicis formae ad architectonicae artis normam affabre delineatae (1583)
- Variæ architecturæ formæ (1601)
- Perspective, Das ist Die weitberuembte khunst, eines scheinenden in oder durchsehenden augengesichts Puncten, auff vnd an eben stehender Wandt und Mauren, Taffelen oder gespannenen Tuech : in welchem anzuschewen sien mögen die gebewde der Kirchen, Tempeln ... auff die alte vnd newe manier, vnd mehe dergleichen gestaltnußen alhie furgestelt, alles auff seine eigene fundamental Linien, vnd das fundament der selben eigentlich außgelegt mit dere selben artlichen beschreibung ; Allen Mahlern, Kupfferstechern .... zu ihrem Stvdiren sehr angenehm lieblich vnd nutzbar. Hondius, Lvgdvni Batavorvm, 1604. (Digitalisat)

- Architectura, oder Bauung der Antiquen auss dem Vitruvius, waellches sein funff Collummen orden, daer auss man alle Landts gebruch von Bauuen zu accommodieren dienstlich fur alle Baumaystren usw. ann dag gebracht (1598)

sowie
- Perspectiva: die weitberühmte Kunst, gantz nötig allen liebhabern der Mathematiquen: Vredeman Frison, Joh. / bey Johan Jansson / 1639

### Digitalisate
- Architectura Das ist: Bauw-kunst. Amsterdam 1638, Online-Ausgabe der Sächsischen Landesbibliothek – Staats- und Universitätsbibliothek Dresden
- La Perspective Contenant tant La Theorie que la Practique et Instruction fondamentale d'icelle. Amsterdam 1651, Online-Ausgabe der Sächsischen Landesbibliothek – Staats- und Universitätsbibliothek Dresden
- Perspective Das ist Die weitberuembte khunst, eines scheinenden in oder durchsehenden augengesichts Puncten, auff und an eben stehender Wandt und Mauren, Taffelen oder gespannenen Tuech. Lugduni Batavorum 1605, Online-Ausgabe der Sächsischen Landesbibliothek – Staats- und Universitätsbibliothek Dresden
- Das ander Buech, gemacht auff die zway Colonnen, Corinthia und Composita. Antorff 1581, Online-Ausgabe der Sächsischen Landesbibliothek – Staats- und Universitätsbibliothek Dresden
- Architectura 3e stuck De Oorden Tuschana. Antwerpen 1578, Online-Ausgabe der Sächsischen Landesbibliothek – Staats- und Universitätsbibliothek Dresden
- Den Eersten Boeck, Ghemaect Opde Twee Colomnen Dorica En Ionica. t'Hantvverpen 1565, Online-Ausgabe der Sächsischen Landesbibliothek – Staats- und Universitätsbibliothek Dresden